# Budsyn
Budsyn (ukrainisch Будзин; russisch Будзин Budsin, polnisch Budzyn) ist ein Dorf im Osten der ukrainischen Oblast Iwano-Frankiwsk mit etwa 500 Einwohnern (2001) und einer Fläche von 6,328 km².

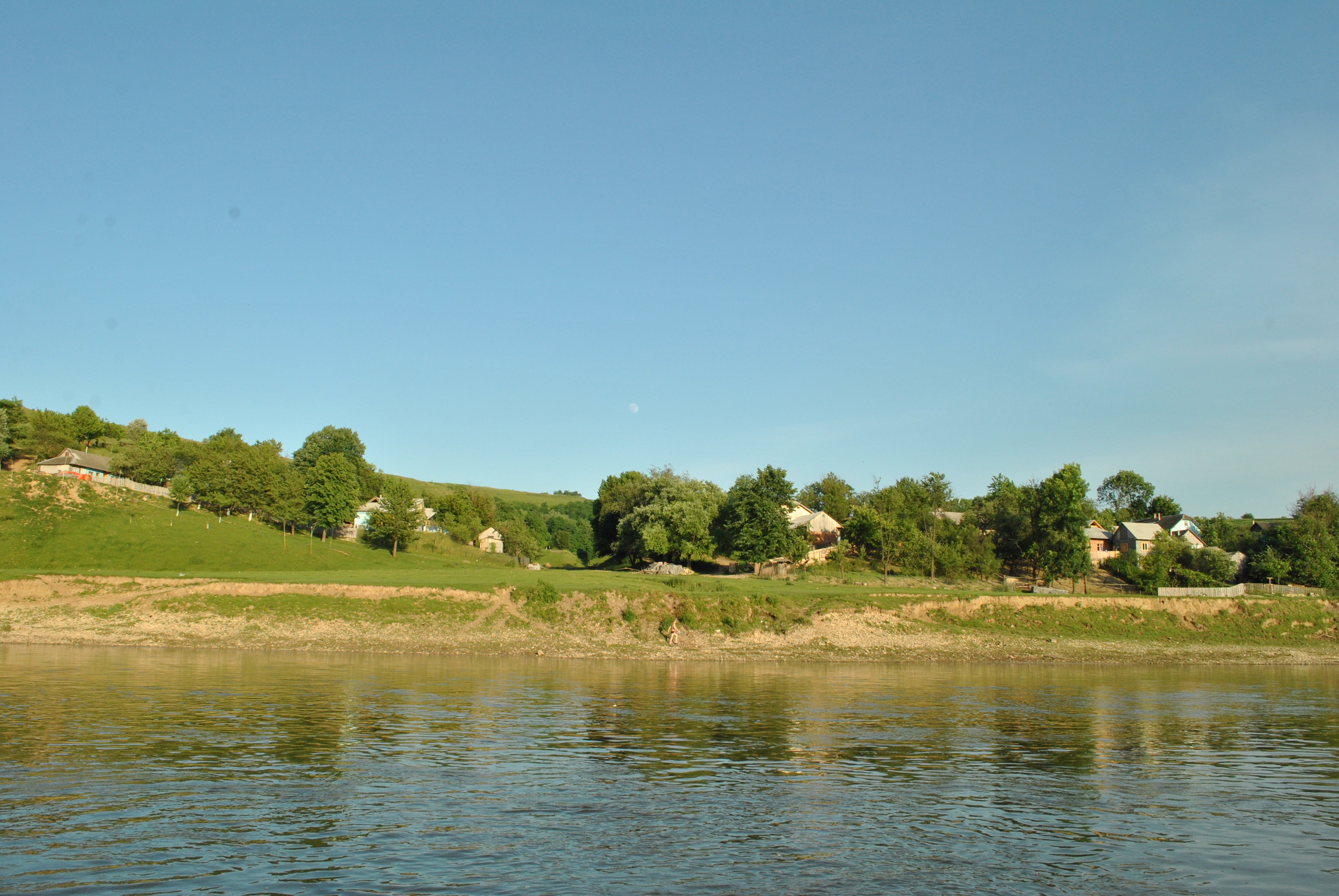
Blick vom Fluss auf das Dorf

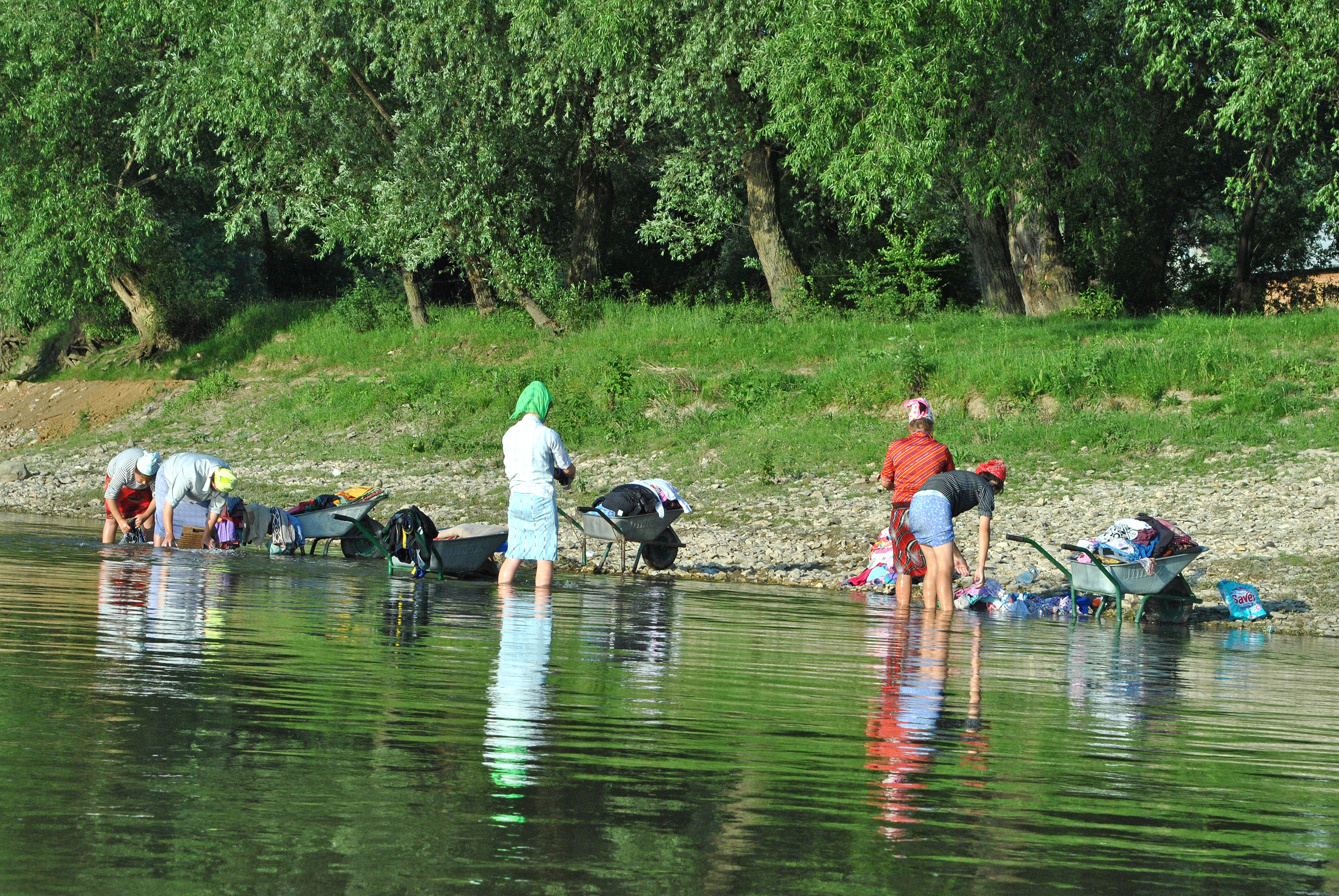
Amische Frauen beim Waschen am Dnister-Ufer

Das erstmals 1698 schriftlich erwähnte Dorf war bis zum 14. September 2016 das Zentrum einer eigenständigen Landratsgemeinde und gehört seitdem zur neu gegründeten Landgemeinde des Dorfes Olescha (Олешанська сільська громада Oleschanska silska hromada) im Norden des ehemaligen Rajon Tlumatsch.
Seit 12. Juni 2020 ist der Ort ein Teil des Rajons Iwano-Frankiwsk.
In der Ortsmitte von Budsyn steht die St.-Dmitry-Kirche, eine 1869 errichtete, denkmalgeschützte Holzkirche.
Die Ortschaft liegt in einer Flussschleife des Dnister, über Straße 11 km nördlich vom Gemeindezentrum Olescha, 27 km nordöstlich vom ehemaligen Rajonzentrum Tlumatsch und 53 km östlich vom Oblastzentrum Iwano-Frankiwsk.